# Феодосийский клад

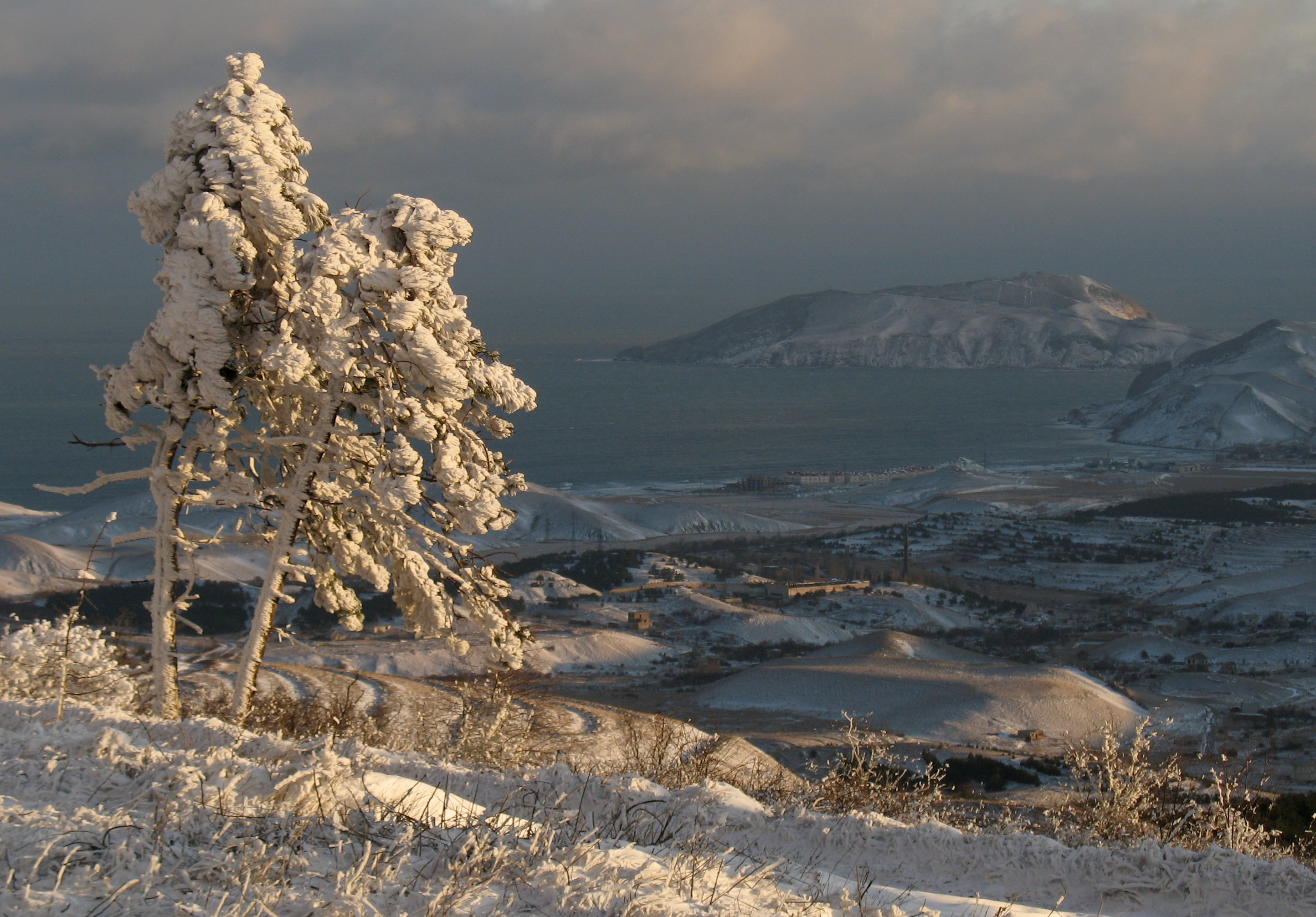
Хребет Тепе-Оба

Феодосийский клад — собрание из 10 168 биллонных (серебряных низкой пробы) монет Крымского ханства середины-конца XVI века, обнаруженное в 2007 году в окрестностях Феодосии в Крыму. Клад найден на вершине хребта Тепе-Оба, непосредственно на водоразделе, со стороны северо-восточного склона. Это был крупнейший обнаруженный на тот момент на территории Украины монетный клад, его масса составила почти 6 кг. Название «Феодосийский» было присвоено кладу работниками Феодосийского музея денег.

## История открытия и место залегания
12 июля 2007 года директор Феодосийского музея денег А. Р. Олещук устроил пресс-конференцию для журналистов феодосийских городских и центральных украинских СМИ, где присутствовал и представитель городских властей. Участники были доставлены на место находки крупного монетного клада. По словам А. Р. Олещука, феодосийский клад 2007 года найден на вершине хребта Тепе-Оба, непосредственно на водоразделе, со стороны её северо-восточного склона, обращённого к Феодосии, примерно в километре от береговой кромки моря и в трёхстах метрах от строений дачного кооператива «Портовик», пожелавшими остаться неизвестными лицами и был представлен Олещуку для оценки. Нумизмат убедил нашедших не разобщать клад, а передать его музею за вознаграждение как целое.
Местность покрыта редкостойным лиственным лесом. Под кучей камней, на глубине в тридцать-сорок сантиметров был обнаружен небольшой кувшин. По мнению специалистов, он был наполнен доверху, и в ходе долгого коррозионного процесса на монетах за счёт увеличения объёма был разорван изнутри. Кувшинчик в настоящее время отреставрирован работниками музея.

## Состав, датировка и характеристика клада
В составе открытого клада 10 168 монет общим весом около 6 кг. Это акче Крымского ханства, большая часть (до 90 %) из них датированы 957 годом хиджры (1550 год). Часть датированы 1580 годом. По мнению директора музея денег, все монеты чеканки ханского монетного двора в Старом Крыму. Все монеты биллонные, в составе сплава 15-20 % серебра, остальное медь. В Крымском ханстве из такого металла в больших объёмах чеканилась разменная монета. Монеты относятся к относительно короткому отрезку времени, в течение которого Крымским ханством правили Сахиб I Герай (правление 1532—1551), Девлет I Герай (1551—1577) и Мехмед II Герай «жирный» (1577—1584). Значение клада, по мнению А. Р. Олещука, состоит в его беспрецедентном размере из когда-либо найденных в Крыму и на Украине. Он также закрывает ряд лакун в ханской чеканке, в научном обиходе появились несколько редких монет. Кроме того, монеты неплохо сохранились.
Качество крымской монеты постоянно снижалось. В 1451 году вес акче составляет в среднем 1,05 г, в 1481 году — 0,75 г, в 1566 году — 0,5-0,68 г, в 1600 году — примерно 0,32 г.
Нумизматическая стоимость клада приблизительно оценивается российскими специалистами до 100 000 долларов. Музей выплатил вознаграждение нашедшим клад в размере 10 000 украинских гривен.
До обнаружения Феодосийского клада крупнейшим найденным на Украине был Кырк-Ерский клад — собрание из 4287 золотых, серебряных и медных монет XIV—XV веков массой более 5 кг, обнаруженное в 2002 году экспедицией Крымского филиала Института археологии НАН Украины и Центра спелеотуризма «Оникс-Тур» под руководством археолога В. В. Майко в пещерном городе Чуфут-Кале (Кырк-Ер) в Крыму в ходе раскопок гидротехнического сооружения — осадного колодца Тик-Кую.

## Включение в Книгу рекордов Украины
Клад был включён в Национальный реестр рекордов Украины в 2013 году. Такой срок с момента находки объясняется отсутствием у музея средств на выезд специалистов реестра. В связи с большой значимостью находки эти работы были выполнены бесплатно, музей получил соответствующий сертификат.

## Экспозиция
В настоящее время Феодосийский клад находится в экспозиции Феодосийского музея денег (ул. Куйбышева, 12) и доступен для публичного осмотра.